# Chanh ta
Chanh ta hay chanh xanh là một loại quả thuộc chi Cam chanh, thường có hình tròn, màu xanh, có đường kính 3–6 xentimét (1,2–2,4 in) và gồm các tép quả có tính axit.
Có một số loài cây họ cam quýt có trái được gọi là chanh, bao gồm cả Chanh đào (Citrus aurantiifolia), chanh Ba Tư, chanh chúc và chanh sa mạc. Chanh là một nguồn vitamin C phong phú, có vị chua và thường được sử dụng để làm nổi bật hương vị của thực phẩm và đồ uống. Chúng được trồng quanh năm. Cây có trái gọi là "chanh" có nguồn gốc di truyền đa dạng; chanh không tạo thành một nhóm đơn ngành.

## Miêu tả
Chanh ta là loài cây bụi, cao khoảng 5 mét đến 6 mét với nhiều gai. Những giống chanh lùn thì phổ biến hơn đối với những nhà vườn; nó có thể được trồng trong nhà kính vì không chịu được thời tiết giá rét. Thân cây hiếm khi mọc thẳng mà tỏa nhiều nhánh từ nơi gần gốc. Lá hình trứng, dài 2,5 – 9 cm, nhìn giống lá cam (tên khoa học aurantifolia nhằm ám chỉ lá của cây này giống lá cam - C. aurantium). Hoa chanh có đường kính 2,5 cm, màu trắng ngả sang màu vàng, có gân màu tím nhạt. Cây đơm hoa kết trái quanh năm nhưng ra quả nhiều nhất từ tháng năm tới tháng chín. Trái chín sau từ 5 tới 6 tháng khi hoa nở.

## Lịch sử
Chanh ta phổ biến ở Đông Nam Á, sau đó lan truyền qua Trung Đông, tới Bắc Phi rồi tới Sicilia, Andalusia, rồi theo chân những người Tây Ban Nha khám phá Tân thế giới đến khu vực Tây Ấn Độ, bao gồm cả chuỗi đảo Florida. Từ vùng biển Caribê, giống chanh này lan tới các khu vực nhiệt đới và cận nhiệt đới ở Bắc Mỹ, bao gồm México, Florida và sau đó là California.
Sau khi Hiệp định Thương mại Tự do Bắc Mỹ được ký kết, nhiều giống chanh ta ở thị trường Hoa Kỳ đã được trồng tại Trung Mỹ và México. Chúng cũng được trồng tại Texas và California.
Khi tiếp xúc với da, chanh có thể gây ra hiện tượng Phytophotodermatitis, khiến cho da trở nên nhạy cảm với các tia cực tím.

## Nhân giống
Loại chanh này có thể được nhân giống từ hạt. Chú ý cần phải được giữ ẩm trước khi gieo vì nó sẽ không nảy mầm nếu bị khô. Đào cây lên để chặt bớt rễ sẽ giúp cây có xu hướng đâm chồi và những chồi này sẽ có thể được giâm ở những nơi khác. Việc giâm cành có thể tạo ra cây mới nhưng bộ rễ sẽ không phát triển mạnh. Người ta thường ghép chồi chanh ta
 vào cây các loài chanh hay cam chua có sức chống chịu tốt và bộ rễ mạnh (xem thêm nhân giống cây ăn quả). Cây chanh ưa loại đất ráo, không bị úng nước., chanh được trồng bằng hạt sẽ ra quả sau 5 năm, có khi 15 năm.

## Ảnh

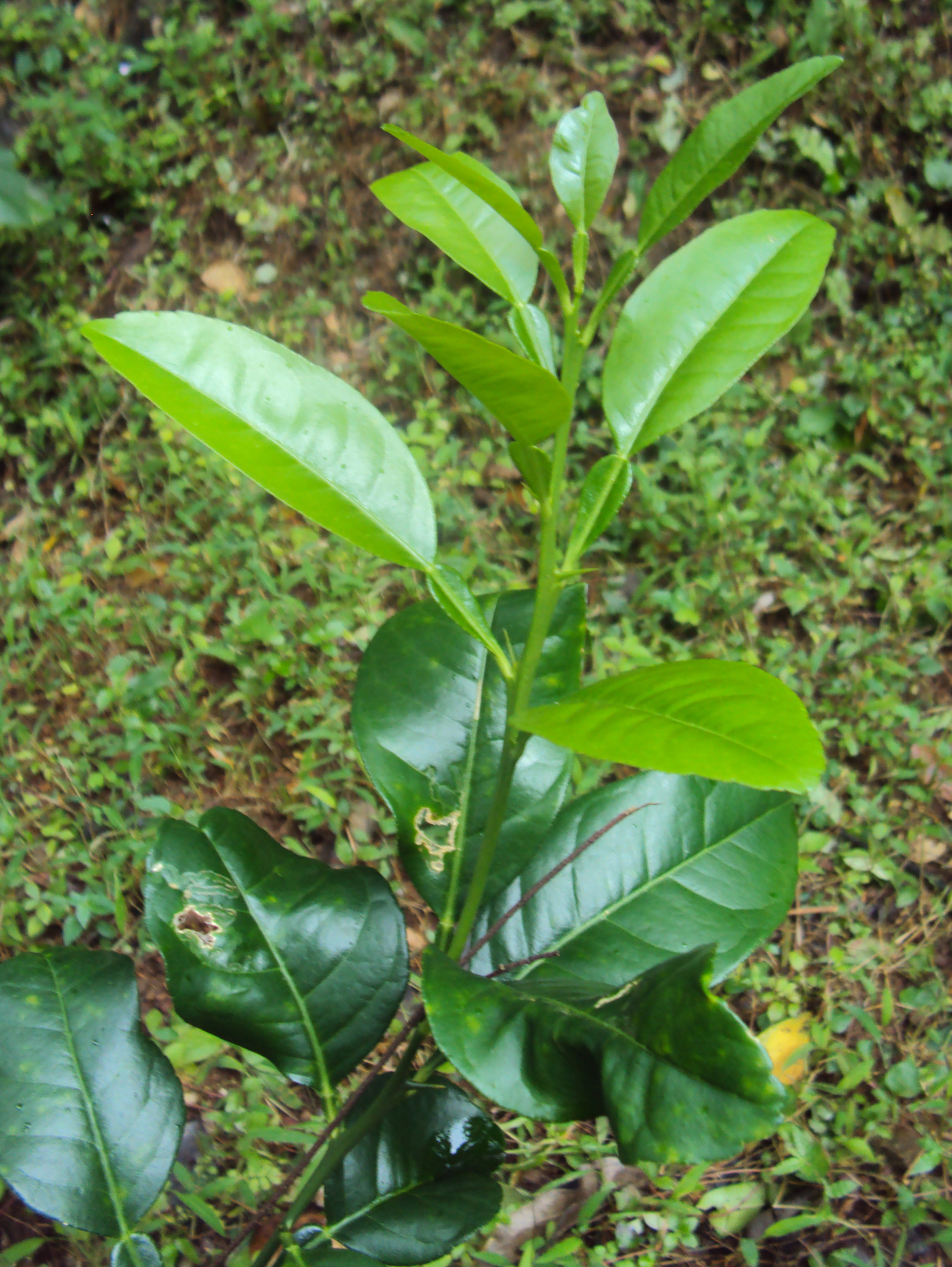
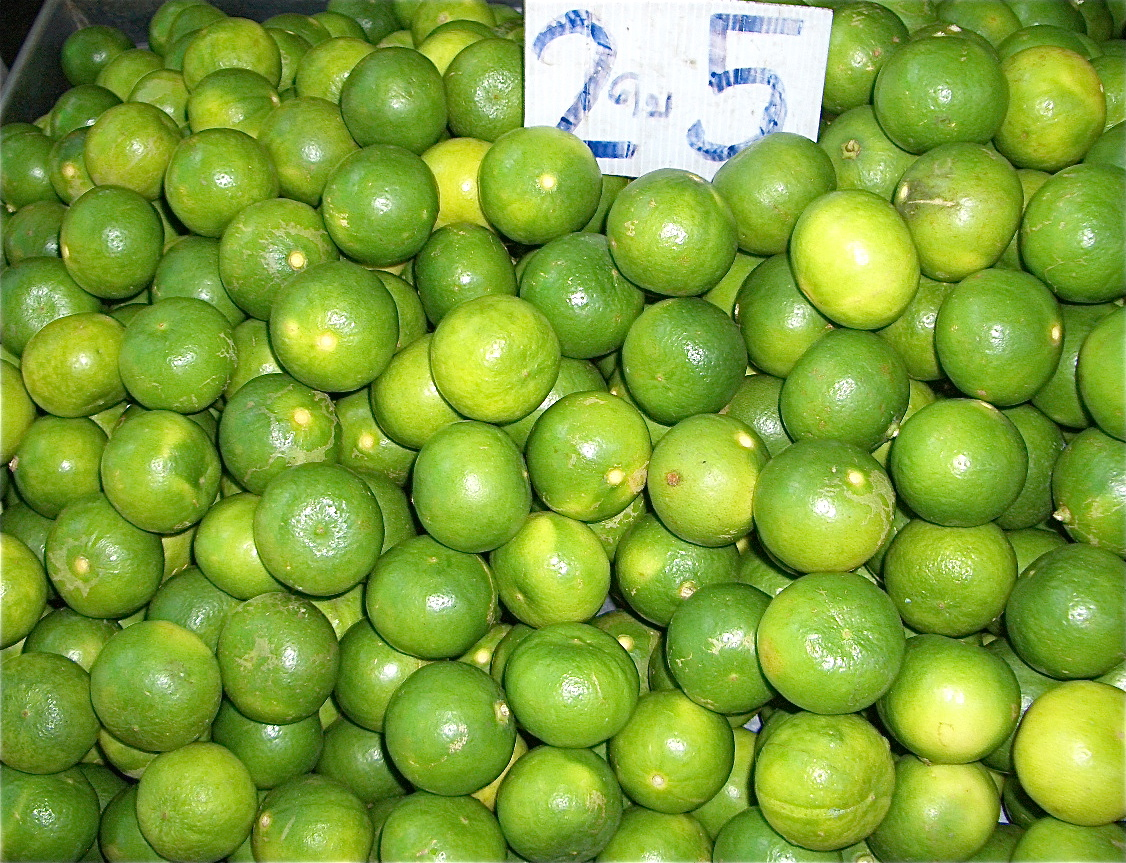
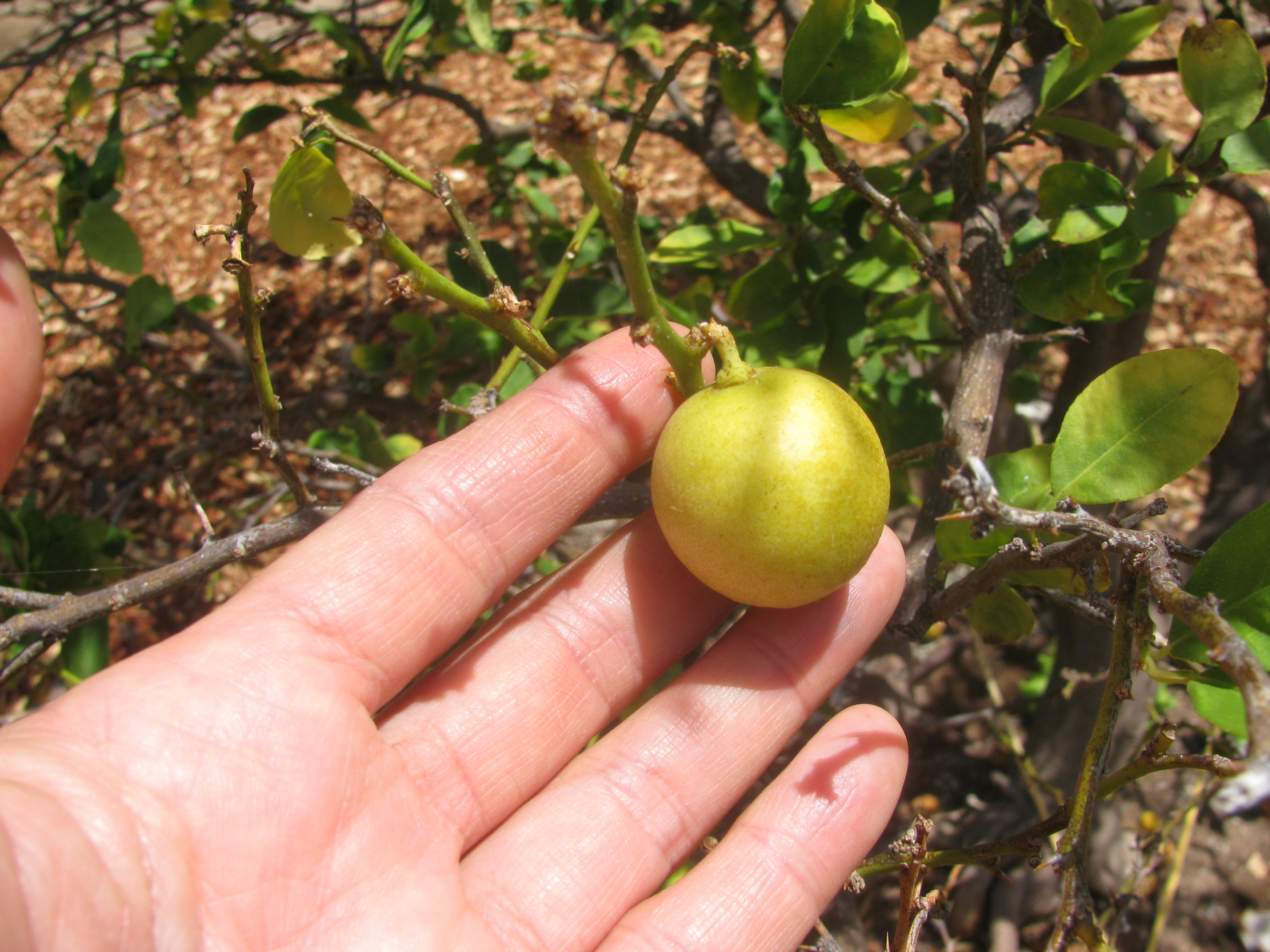
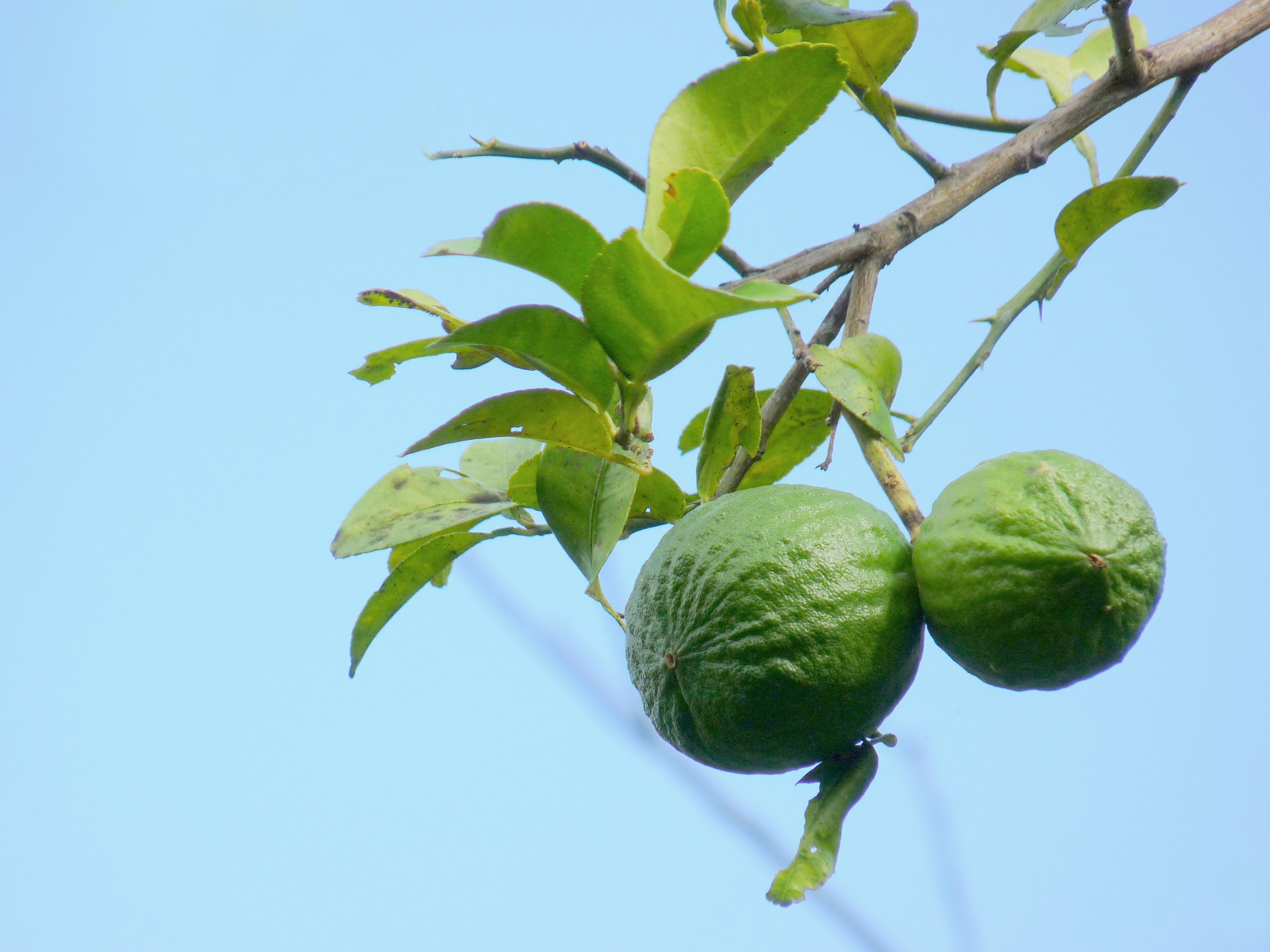
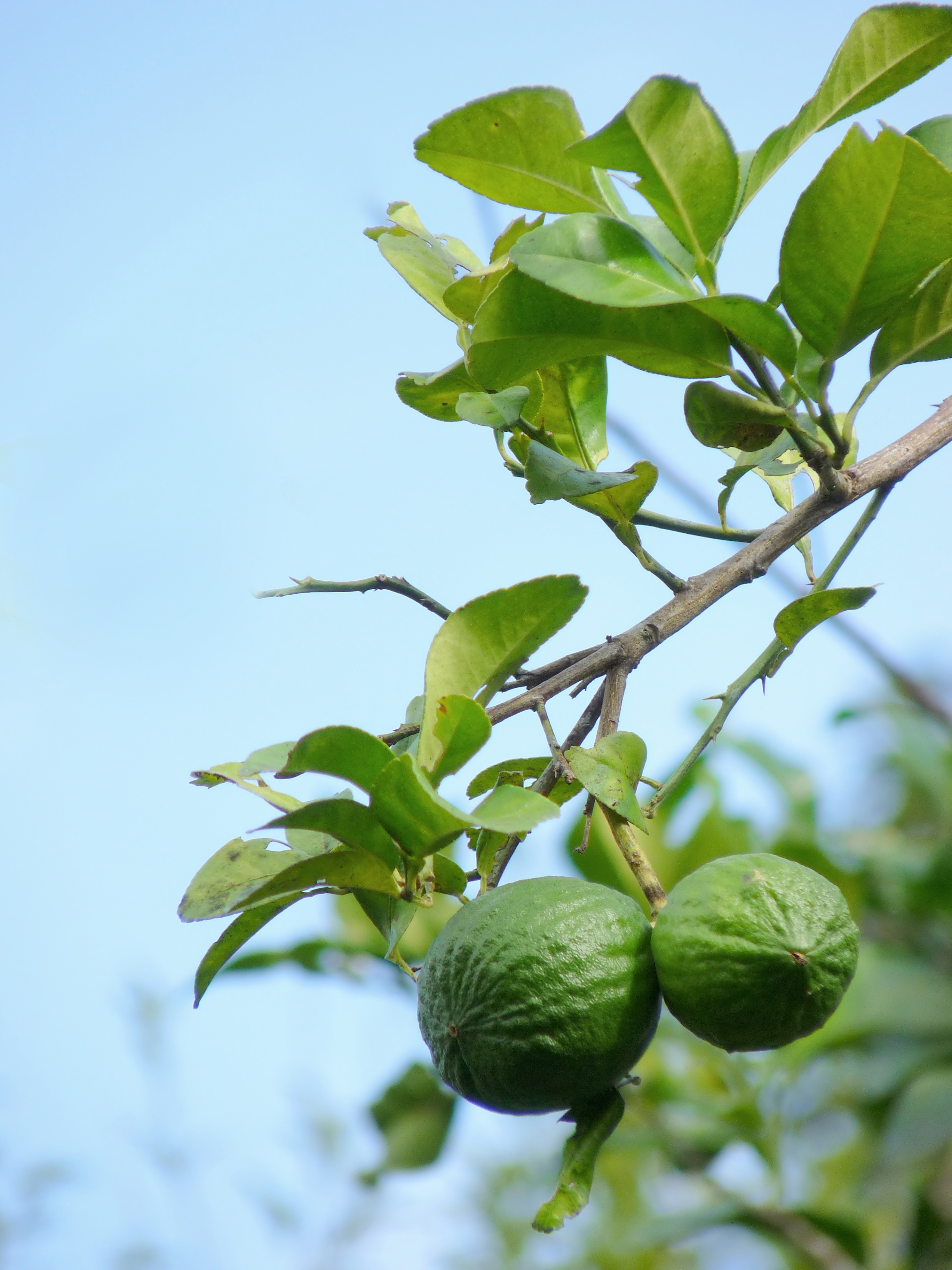
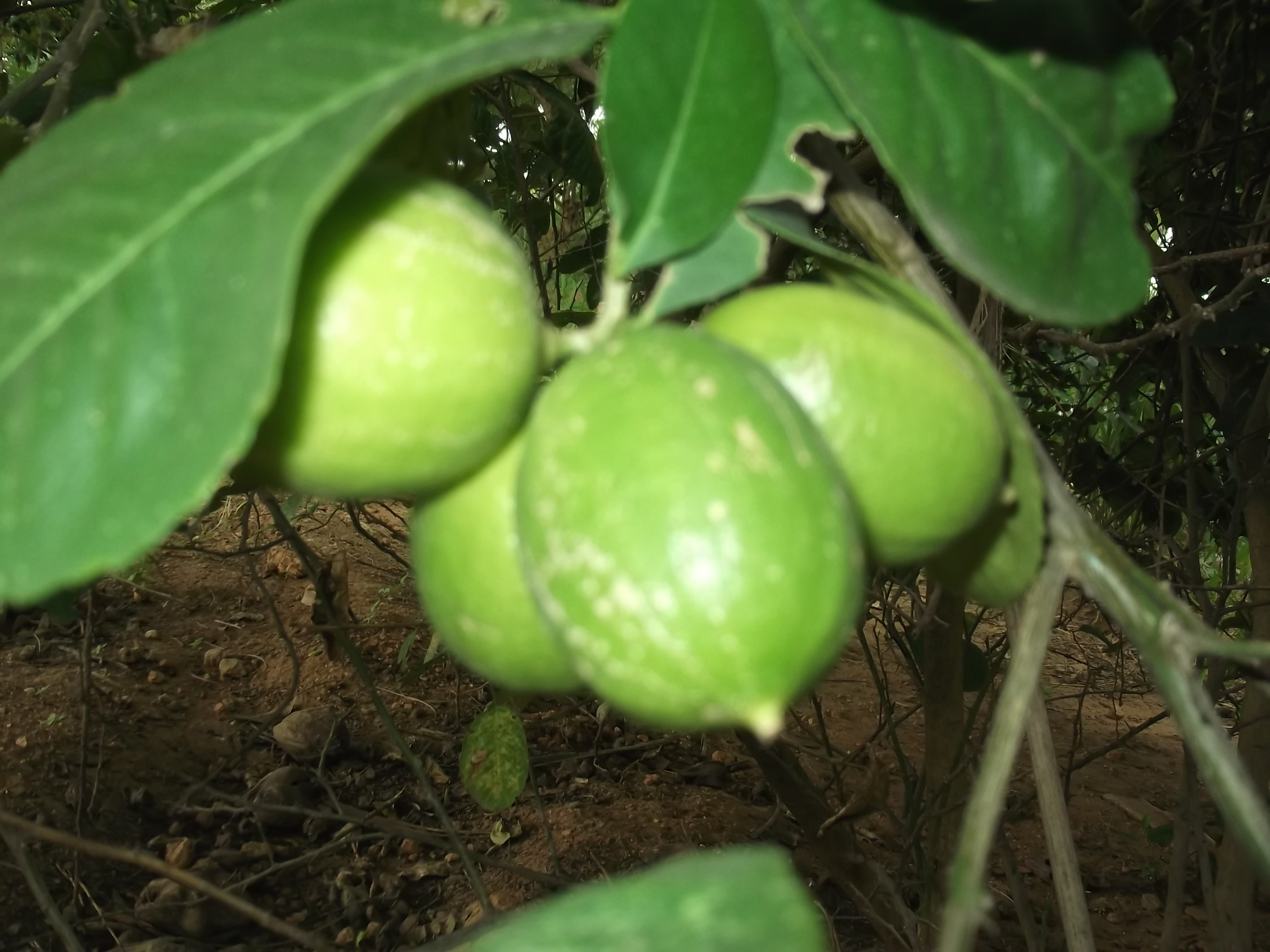
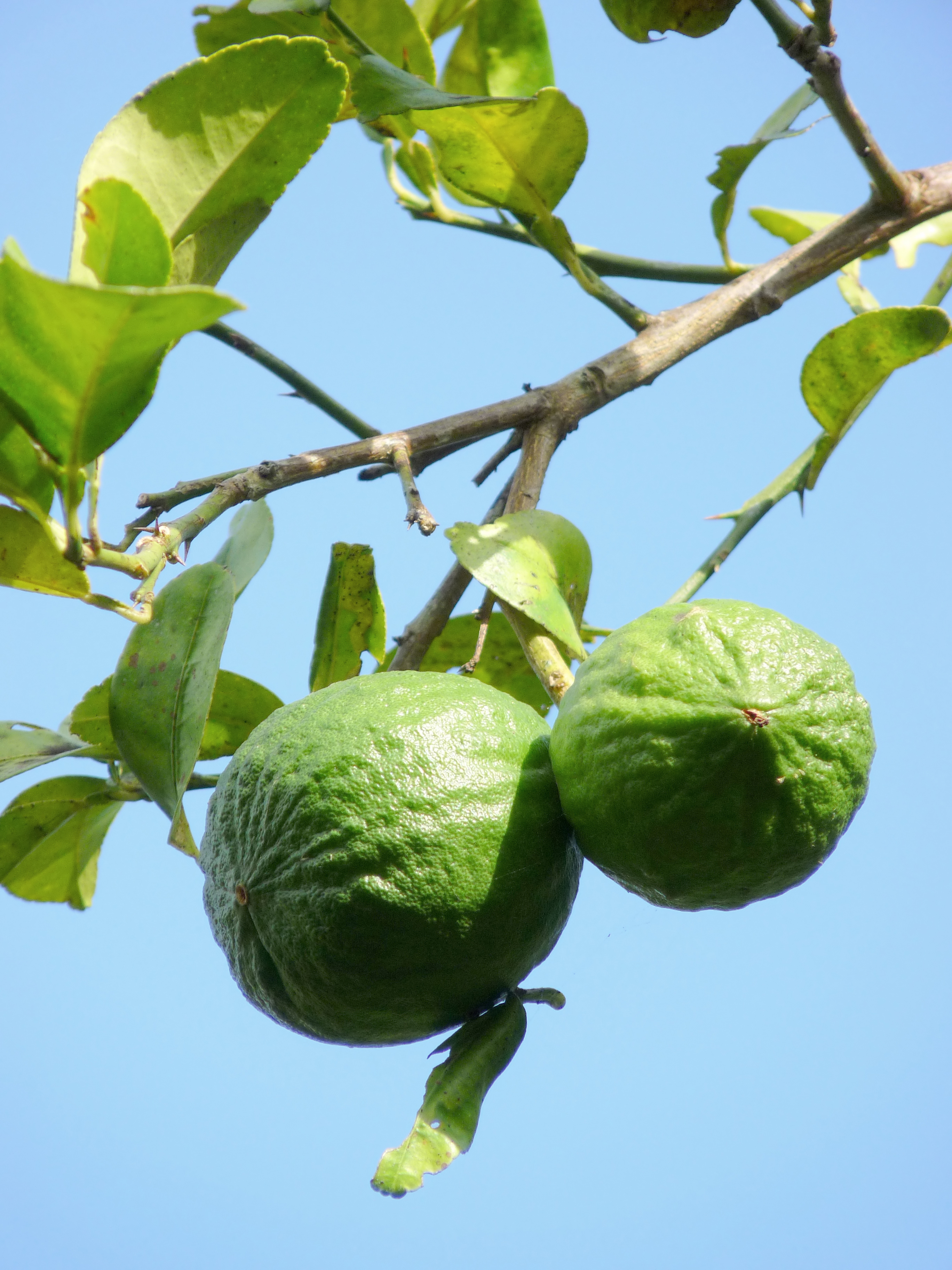
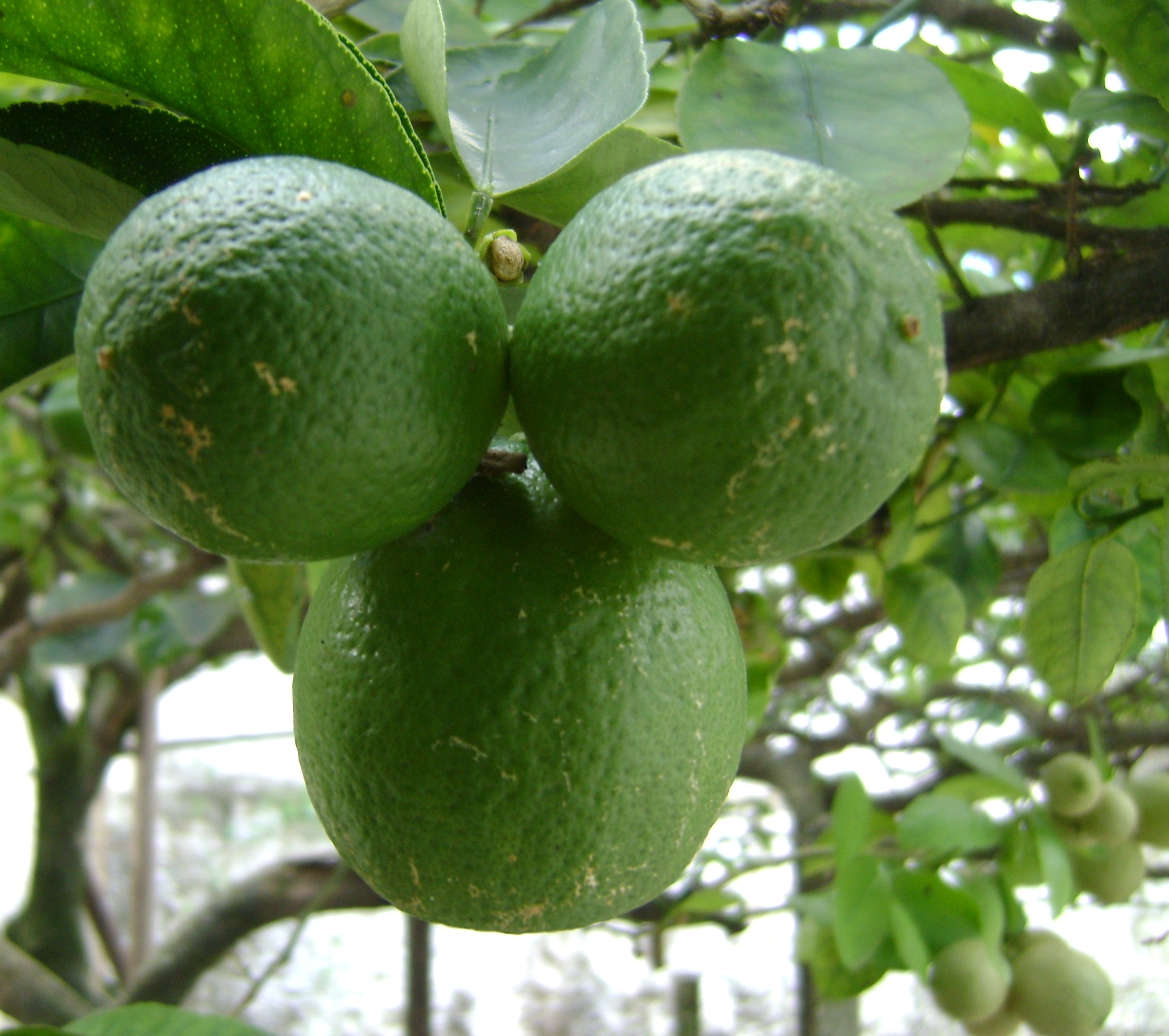
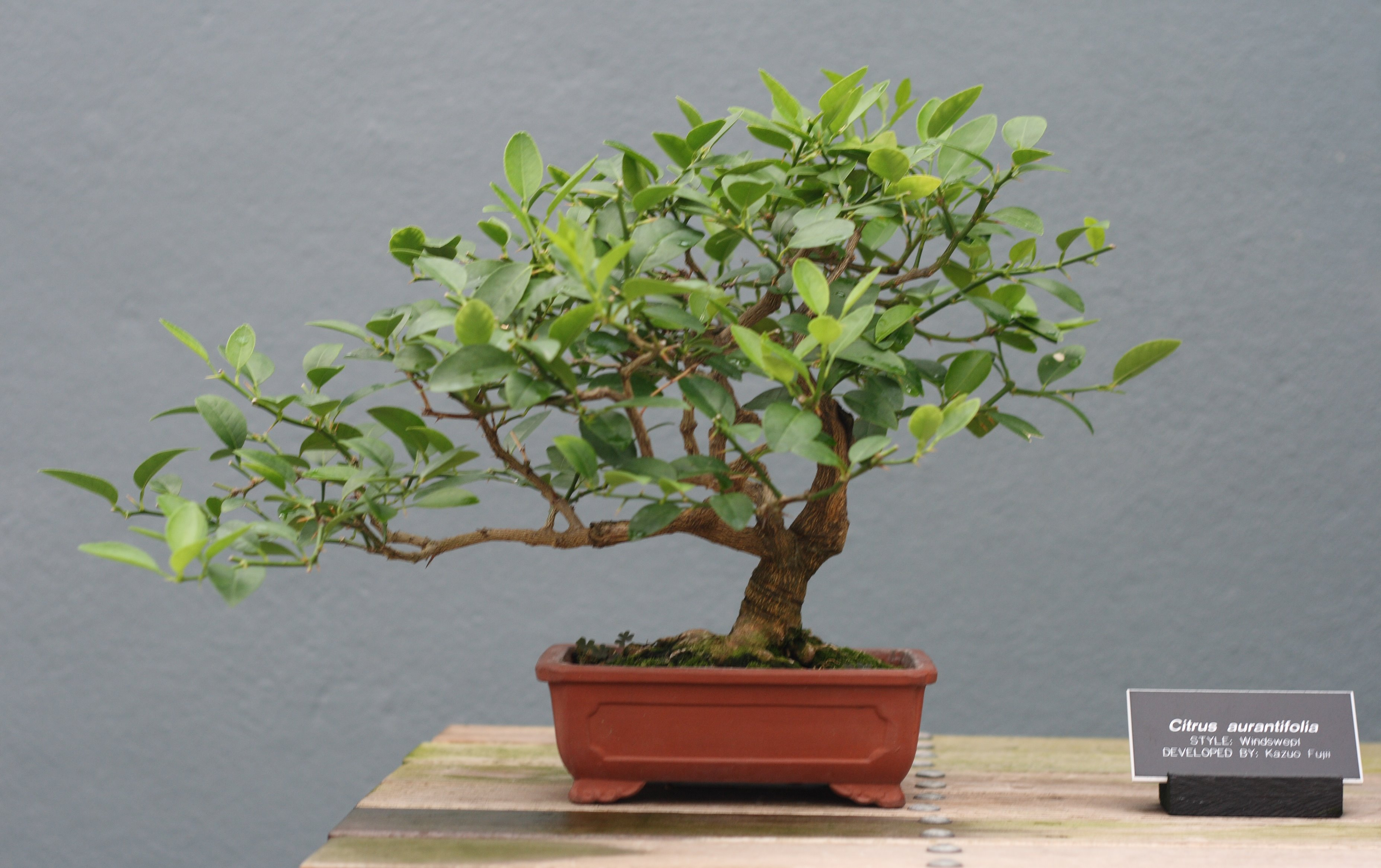
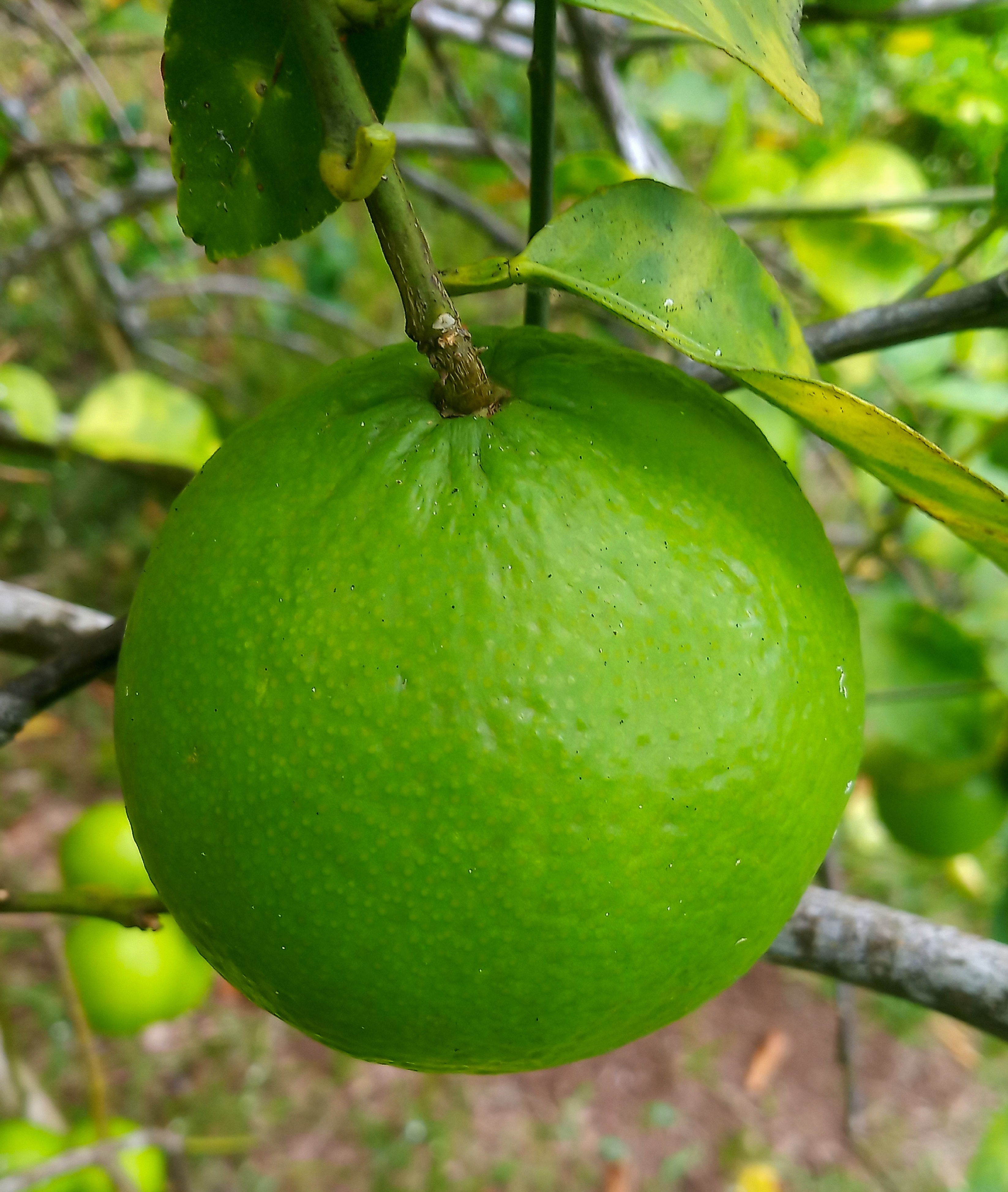
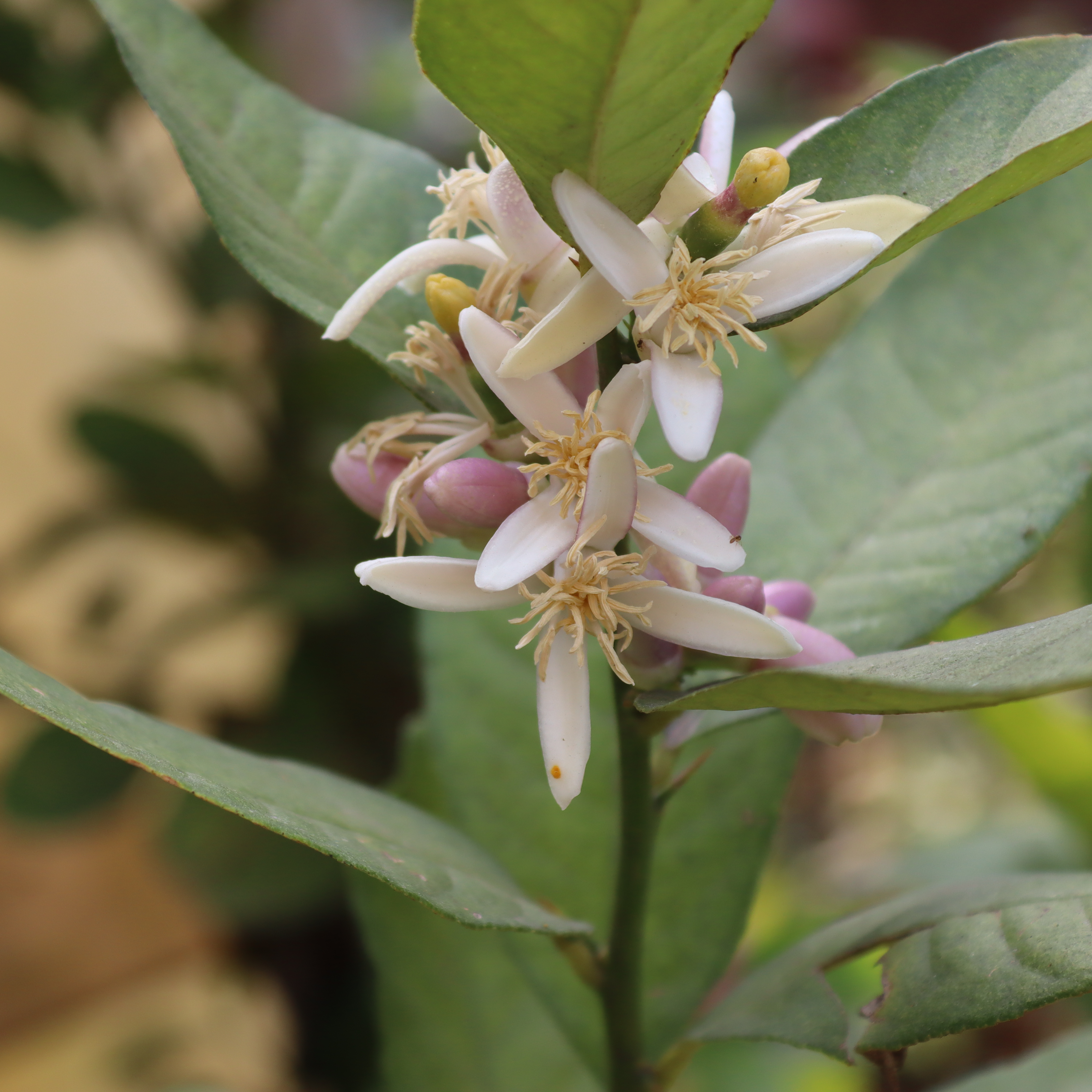
Nụ và hoa chanh ta tại Thạch Bàn, Long Biên, Hà Nội